# Jacques Velard
Jacques Velard est un céiste français de slalom. 
Il remporte la médaille de bronze en C1 par équipe aux Championnats du monde 1953 à Merano.